# Vanessa Jackeline Gómez Peretti
Vanessa Jackeline Gómez Peretti (Cumaná, 21 maart 1986) won de Miss Venezuela-International titel tijdens de Miss Venezuela verkiezing van 2006. Zij is de eerste dove winnares van een van de drie Miss Venezuela-titels die jaarlijks worden uitgegeven.
Peretti maakt bij interviews met de pers gebruik van gebarentaal en een doventolk. Zij hoopt dat zij door haar deelname aan schoonheidswedstrijden ook andere doven helpt om de obstakels te overwinnen die zij bij de deelname aan het sociale leven ervaren.